# 인제군의회
인제군의회는 강원특별자치도 인제군 지역을 관할하는 기초의회이다.